# Washington Díaz
Washington Díaz (nascido em 20 de julho de 1954) é um ex-ciclista uruguaio. Representou sua nação em três eventos nos Jogos Olímpicos de Montreal 1976.